# Konrad von Lange

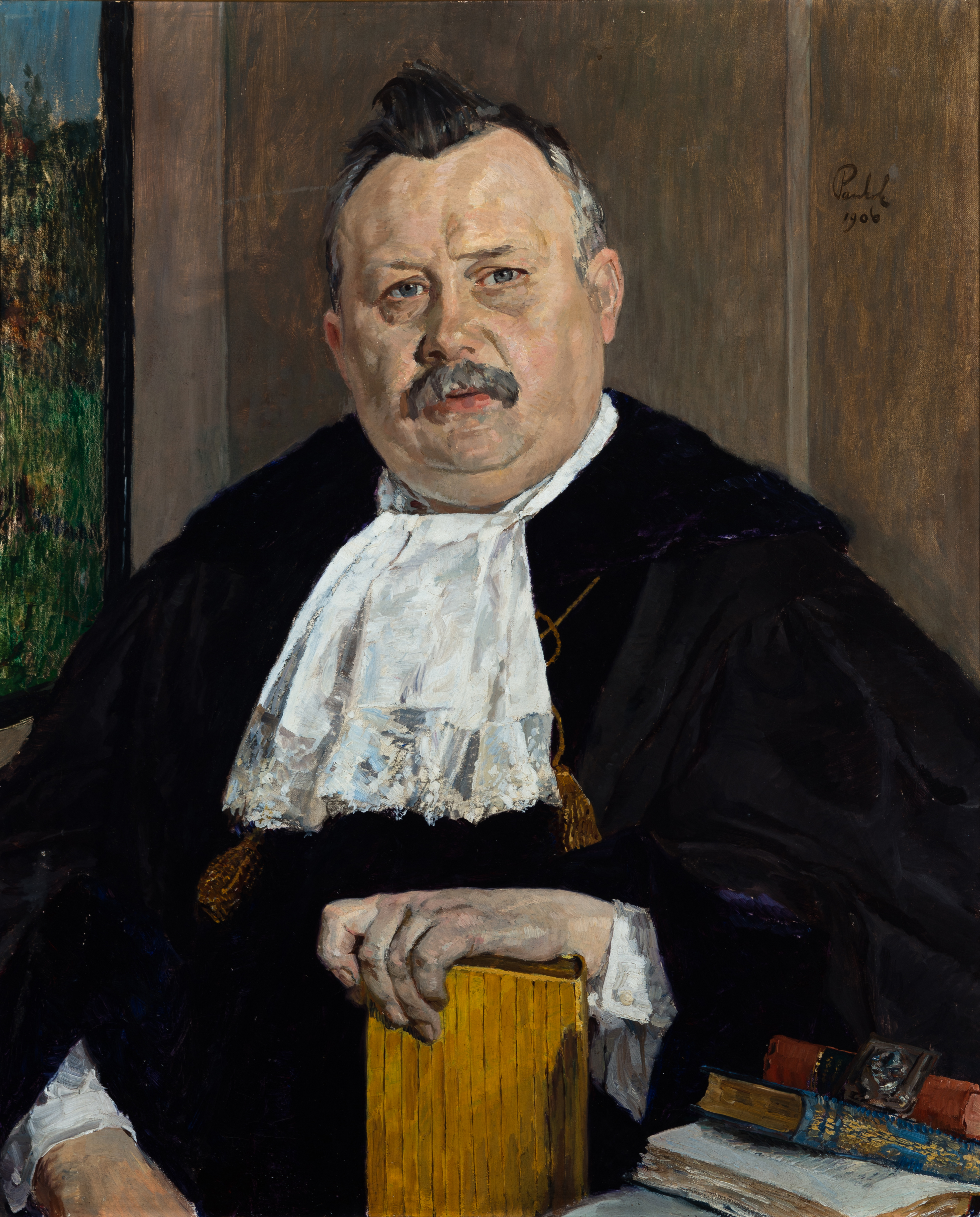
Konrad von Lange als Rektor in der Tübinger Professorengalerie, Ölgemälde von Bernhard Pankok, 1906

Johann Friedrich Konrad Wilhelm Lange, ab 1903 von Lange, (* 15. März 1855 in Göttingen; † 29. Juli 1921 in Tübingen) war ein deutscher Kunsthistoriker.

## Leben
Konrad Lange besuchte bis 1873 die Thomasschule zu Leipzig und wurde 1879 an der Universität Leipzig promoviert. 1880/81 bereiste er als Inhaber des Reisestipendiums des Deutschen Archäologischen Instituts den Mittelmeerraum. 1884 wurde er an der Universität Jena habilitiert. Er war zunächst als außerordentlicher Professor, dann als ordentlicher Professor für Kunstgeschichte an der Philosophischen Fakultät der Universität Göttingen von 1885 bis 1892 tätig. 1893 lehrte er Kunstgeschichte an der Universität Königsberg und ab 1894 in Tübingen. Er war Gründer des Tübinger Instituts für Kunstgeschichte. Von 1905 bis 1906 war er Rektor der Universität Tübingen. Von 1901 bis 1907 war er daneben Leiter der Stuttgarter Gemäldegalerie.
Schüler von Lange war unter anderem Julius Baum.
1903 wurde Konrad von Lange mit dem Ehrenkreuz des Ordens der württembergischen Krone ausgezeichnet, welches mit dem persönlichen Adelstitel verbunden war.
Sein Nachlass befindet sich in der Universitätsbibliothek Tübingen.

## Haus Lange in Tübingen

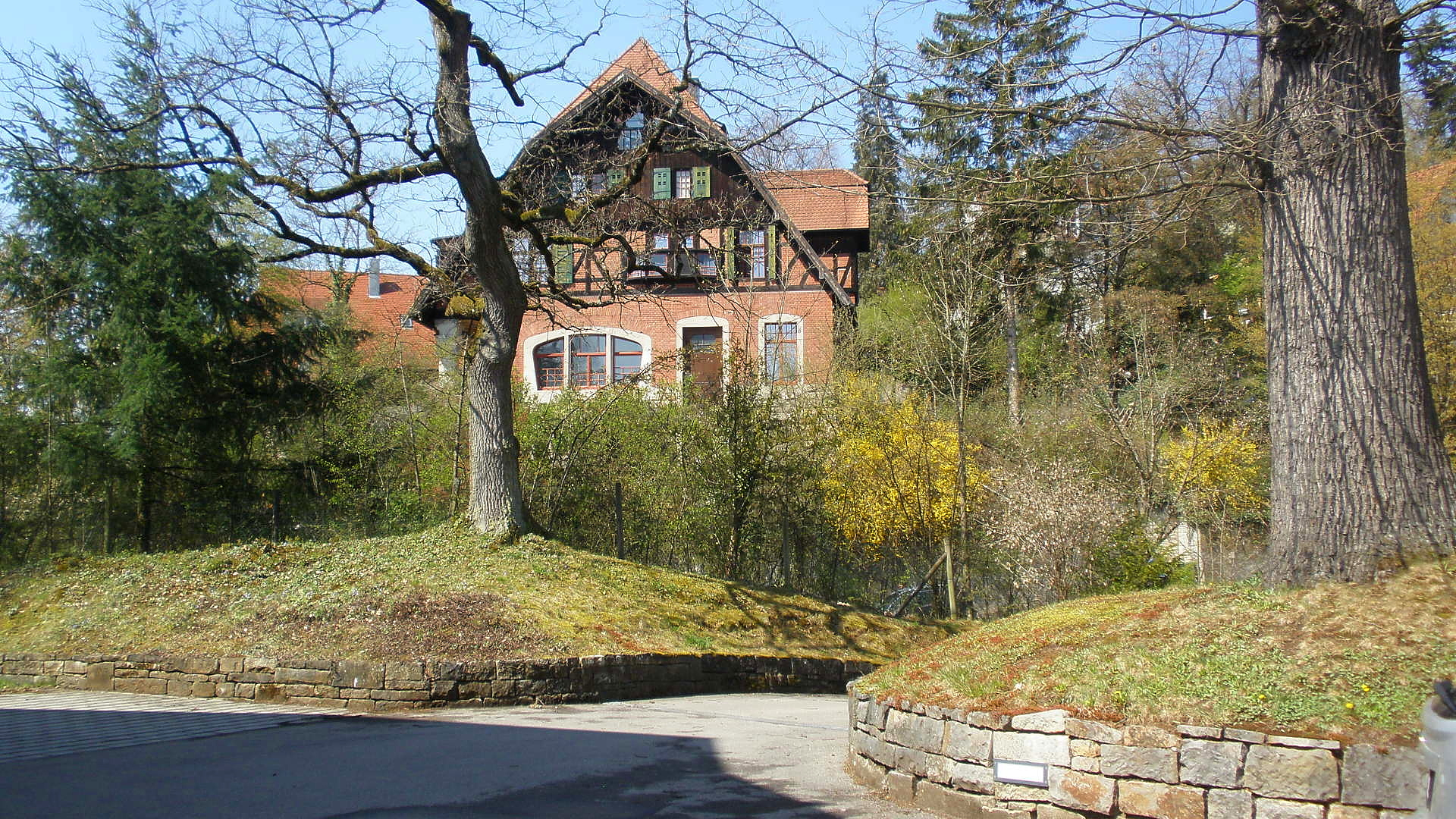
Haus Lange, Blick aus dem benachbarten Park des Johanneums

Das als Villa im Landhausstil konzipierte Haus Lange in der Mörikestraße 1 in Tübingen ist ein Werk des Malers, Graphikers, Designers und Architekten Bernhard Pankok (1872–1943). Der mit ihm befreundete Konrad Lange ließ den Bau 1901–1902 errichten und legte damit auch den Grundstein für Pankoks Karriere als Architekt.
In dem Haus verbindet sich die Landhaus-Idee und die Architektur des Jugendstils zu einem herausragenden Gesamtkunstwerk. Unter einem über drei Etagen bis zum Hochparterre heruntergezogenen Dach fügte Pankok eine Vielfalt an Material und Formen zu einem großen Ganzen zusammen: typische Jugendstilfenster, in „organischen“ Ranken geschmiedetes Geländer, Fachwerk, geschnitzte Pfosten an der Loggia sowie skulptierte Pfeiler. Der Allround-Künstler Pankok gestaltete auch die gesamte Innenausstattung (Türen, Täfelungen, Gardinen, Tapeten, Lampen, Möbel) bis hin zu Tür- und Fenstergriffen. Das Haus, bis dahin in Familienbesitz, wurde in den 1990er Jahren verkauft, saniert und in Stockwerkseigentum aufgeteilt. Teilweise ist das feste Inventar noch im Original vorhanden.
Die Giebeldächer auf den Krüppelwalmen sind in Tübingen und Umgebung sehr ungewöhnlich. Durch diese bekommt das Haus von der Giebelseite aus betrachtet den Ortgangverlauf eines Mansarddaches. Von der Traufseite aus nimmt man diese Giebeldächer durch den Absatz und die meist übliche Perspektive von unten nicht wahr. So kann man das Dach leicht mit einem Krüppelwalmdach verwechseln.

## Veröffentlichungen (Auswahl)

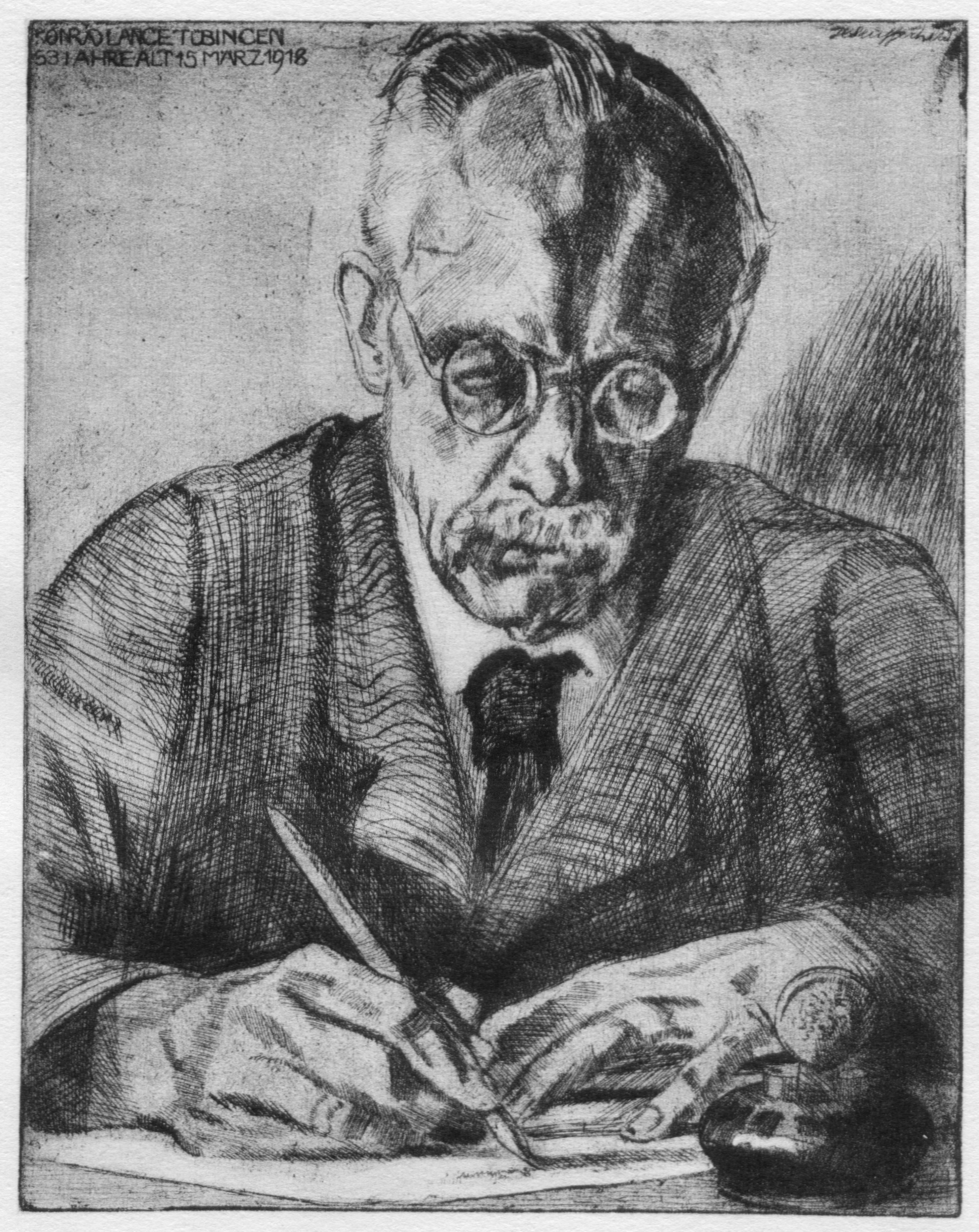
Konrad von Lange. Radierung von Heinrich Seufferheld, 1918

- Das Motiv des aufgestützten Fusses in der antiken Kunst und dessen statuarische Verwendung durch Lysippos. Leipzig 1879 (= Dissertation)
- Die Statuenbeschreibungen des Christodor und Pseudolibanius. In: Rheinisches Museum für Philologie, 1880, Band 35, S. 110–130; DFG/Rheinisches Museum (PDF)
- Die Königshalle in Athen. Leipzig 1884 (= Habilitationsschrift).
- Haus und Halle. Studien zur Geschichte des antiken Wohnhauses und der Basilika, Leipzig 1885[8]
- Die künstlerische Erziehung der deutschen Jugend. Darmstadt 1893.
- Peter Flötner. Ein Bahnbrecher der deutschen Renaissance. Berlin 1897.
- Das Wesen der Kunst. Grundzüge einer realistischen Kunstlehre. Berlin 1901.
- Das Wesen der Kunst. Grundzüge einer illusionistischen Kunstlehre. Berlin 1907, 668 S. ( = 2., neu bearb. Auflage der Erstausgabe von 1901); urn:nbn:de:gbv:9-g-4888490
- Das Kino in Gegenwart und Zukunft. Stuttgart 1920 (archive.org).